# Germaine Casse
Pour les articles homonymes, voir Casse.
Ne doit pas être confondu avec Germain Casse.
Julie Élise Germaine Casse, née à Paris le 6 novembre 1881 et morte à Draveil le 12 juillet 1967, est une peintre française.

## Biographie
Fille de Germain Casse, gouverneur de la Martinique et député de la Guadeloupe, elle expose au Salon d'automne de 1928 les toiles Femme et fleurs et La Désirade (Guadeloupe). 
Membre de la Société des artistes antillais, on lui doit de nombreux paysages de la Guadeloupe. Elle y séjourne en 1920-1922 et en rapporte une centaine de tableaux qu'elle présente à l'exposition coloniale de Marseille en 1922. De 1923 à 1925, elle est chargée de mission par le ministère des Colonies en Guadeloupe afin d'y développer la formation et la vie artistique. Elle y organise, place de la Victoire à Pointe-à-Pitre, du 12 au 14 mai 1923 la première exposition d'art de Guadeloupe. Le musée Schœlcher conserve de sa part la toile Plage sous le fort (1923).
Chevalier de la Légion d'honneur, elle épouse à Avignon, le 8 février 1906, le sculpteur Jean Pierre Elzéar Gras.
Une allée de Basse-Terre porte son nom.